# Quintanilla Sopeña
Quintanilla Sopeña es una entidad de población española del municipio de Merindad de Montija, perteneciente a la provincia de Burgos, en la comunidad autónoma de Castilla y León.

## Toponimia
El lugar puede aparecer referido como «Quintanilla Sopeña» y «Quintanilla-Sopeña».

## Historia
Hacia finales del siglo XIX, el lugar, ya por entonces perteneciente al ayuntamiento de Merindad de Montija, tenía contabilizada una población de alrededor de medio centenar de habitantes. Aparece descrito en el octavo volumen del Diccionario geográfico, estadístico, histórico, biográfico, postal, municipal, marítimo y eclesiástico de España y sus posesiones de ultramar de Pablo Riera y Sans con las siguientes palabras:

QUINTANILLA-SOPEÑA.—L. agreg. al ayunt. de Merindad de Montija, cuya casa consistorial está en el l. de Villasante, otro de los que forman este ayunt. y del que dista la localidad que describimos 1'3 k. Cuenta sobre unos 50 hab. y 16 edif., de los que 3 están inhabitados.—Org. civ. Corresponde á la prov. de Búrgos y contribuye, con su ayunt., para las elecciones de diputados provinciales y las de Córtes.—Org. mil. C. G. y G. M. de Búrgos.—Org. ecle. Pertenece á la dióc. de Búrgos, al arciprestazgo de Montija, y tiene una iglesia bajo la advocacion de Santiago, apóstol, aneja de la de Bernedo.—Org. jud. Hállase adscrito al part. jud. de Villarcayo y á las aud. de lo criminal y territ. de Búrgos.—Org. econ. Para el pago de sus impuestos depende de la Admon. de Hacienda de su prov.—S. púb. Recibe y expide la corr. por la A. de Madrid á Irun, estacion y cn. de Bribiesca á Ramales y car. de Villasante.—Ob. púb. y med. de com. Utiliza los caminos que cruzan por su tér para verificar sus transportes y arrastres.—Ins. púb. La escuela radica en la cabecera de su ayunt..—Art., of., ind. La única ind. de esta localidad es la agrícola.—Pob. Ninguna importancia ofrecen los edif. que la forman circunscritos á responder á las necesidades de sus hab.—Sit. geog. y top. (Véase el artículo referente á su ayunt.).
(Riera y Sans, 1885, p. 577)

En 2024, tenía empadronados 13 habitantes.